# Cereus yungasensis
Cereus yungasensis es una especie de planta suculenta perteneciente al género Cereus, dentro de la familia Cactaceae. Es endémica de Bolivia.  

## Descripción
Cereus yungasensis es una especie de cactus que crece en forma de árbol, está ramificado y alcanza alturas de 3 a 12 m. Es muy similar a Cereus trigonodendron y llega a formar un tronco de color pardo claro y escamoso, de 1,3 a 3 m de altura y de 10 a 20 cm de diámetro. Los tallos son cilíndricos, crecen erectos y son de color verde a verde grisáceo, de 3 a 6 cm de diámetro.
Presentan de 3 a 5 costillas de 1,1 a 2 cm de alto y 0,25 cm de ancho. Sobre ellas se asientan areolas redondo-ovaladas de 1,5 a 2 mm de diámetro en ramas y de 6,5 mm en troncos, separadas unas de otras de 1,6 a 2,8 cm. En las ramas, tienen de 1 a 3 espinas dispuestas en línea, que inicialmente son de color pardo oscuro y que se vuelven pardo grisáceo con la edad, llegando a mediar hasta 1,8 cm. En cambio, en el tranco, las areolas presentan de 5 a 7 espinas dispuestas radialmente, de 1,9 a 6,8 cm de largo.
Las flores son nocturnas, de 10 a 12 cm de largo y tubulares. Son de color blanco y los frutos miden de 4,5 de largo y 2,3 cm de diámetro. Tienen la pulpa blanca, y contienen semillas rugosas de 2 x 1,3 mm.

## Distribución y hábitat
El área de distribución nativa de esta especie es Bolivia y crece principalmente en el bioma tropical estacionalmente seco, en altitudes de 700 a 1.050 m sobre el nivel del mar.

## Taxonomía
Cereus yungasensis fue descrita por los botánicos Alfredo Fernando Fuentes y Noemí R. Quispe A. y publicada por primera vez en la Revista de la Sociedad Boliviana de Botánica 4: 198 en 2009.
Etimología
- Cereus: nombre genérico que deriva del término latíno cereus (que se traduce como 'vela' o 'cirio'), haciendo alusión a su forma alargada perfectamente recta.[3]
- yungasensis: epíteto geográfico que hace referencia a la región biogeográfica de Yungas, lugar donde se descubrió la especie.[4]

## Usos
Se cultiva principalmente como planta ornamental y su propagación se realiza a través de esquejes o semillas.